# BCAP31
BCAP31 (англ. B-cell receptor associated protein 31) – білок, який кодується однойменним геном, розташованим у людей на короткому плечі X-хромосоми.  Довжина поліпептидного ланцюга білка становить 246 амінокислот, а молекулярна маса — 27 992.
| 10         |  | 20         |  | 30         |  | 40         |  | 50         |
| ---------- |  | ---------- |  | ---------- |  | ---------- |  | ---------- |
| MSLQWTAVAT |  | FLYAEVFVVL |  | LLCIPFISPK |  | RWQKIFKSRL |  | VELLVSYGNT |
| FFVVLIVILV |  | LLVIDAVREI |  | RKYDDVTEKV |  | NLQNNPGAME |  | HFHMKLFRAQ |
| RNLYIAGFSL |  | LLSFLLRRLV |  | TLISQQATLL |  | ASNEAFKKQA |  | ESASEAAKKY |
| MEENDQLKKG |  | AAVDGGKLDV |  | GNAEVKLEEE |  | NRSLKADLQK |  | LKDELASTKQ |
| KLEKAENQVL |  | AMRKQSEGLT |  | KEYDRLLEEH |  | AKLQAAVDGP |  | MDKKEE     |

A: Аланін

C: Цистеїн

D: Аспарагінова кислота

E: Глутамінова кислота

F: Фенілаланін

G: Гліцин

H: Гістидин

I: Ізолейцин

K: Лізин

L: Лейцин

M: Метіонін

N: Аспарагін

P: Пролін

Q: Глутамін

R: Аргінін

S: Серин

T: Треонін

V: Валін

W: Триптофан

Задіяний у таких біологічних процесах як апоптоз, транспорт, транспорт білків, транспорт між ендоплазматичним ретикулумом і апаратом Гольджі. 
Локалізований у мембрані, ендоплазматичному ретикулумі.